# Miguel De Mañara
Miguel De Mañara ou Miguel Mañara y Vicentelo de Leca, né le 3 mars 1627 à Séville, dans le Palais de Mañara, et mort dans la même ville le 9 mai 1679, est un religieux espagnol. 
D'après une légende tenace qui s'avère erronée, il aurait inspiré Tirso de Molina pour son personnage de Don Juan.
Il est reconnu vénérable par Jean-Paul II le 6 juillet 1985. 

## Biographie
Né dans une famille aisée d'origine corse, il devient Chevalier de l'Ordre de Calatrava à 8 ans et est investi à 10. Après la mort de sa femme en 1661, il décide de se consacrer intégralement à la religion puis devient Frère supérieur de la Sainte Charité de Notre Seigneur Jésus-Christ à Séville. 

### L'expansion de l’Hôpital de la Charité de Séville

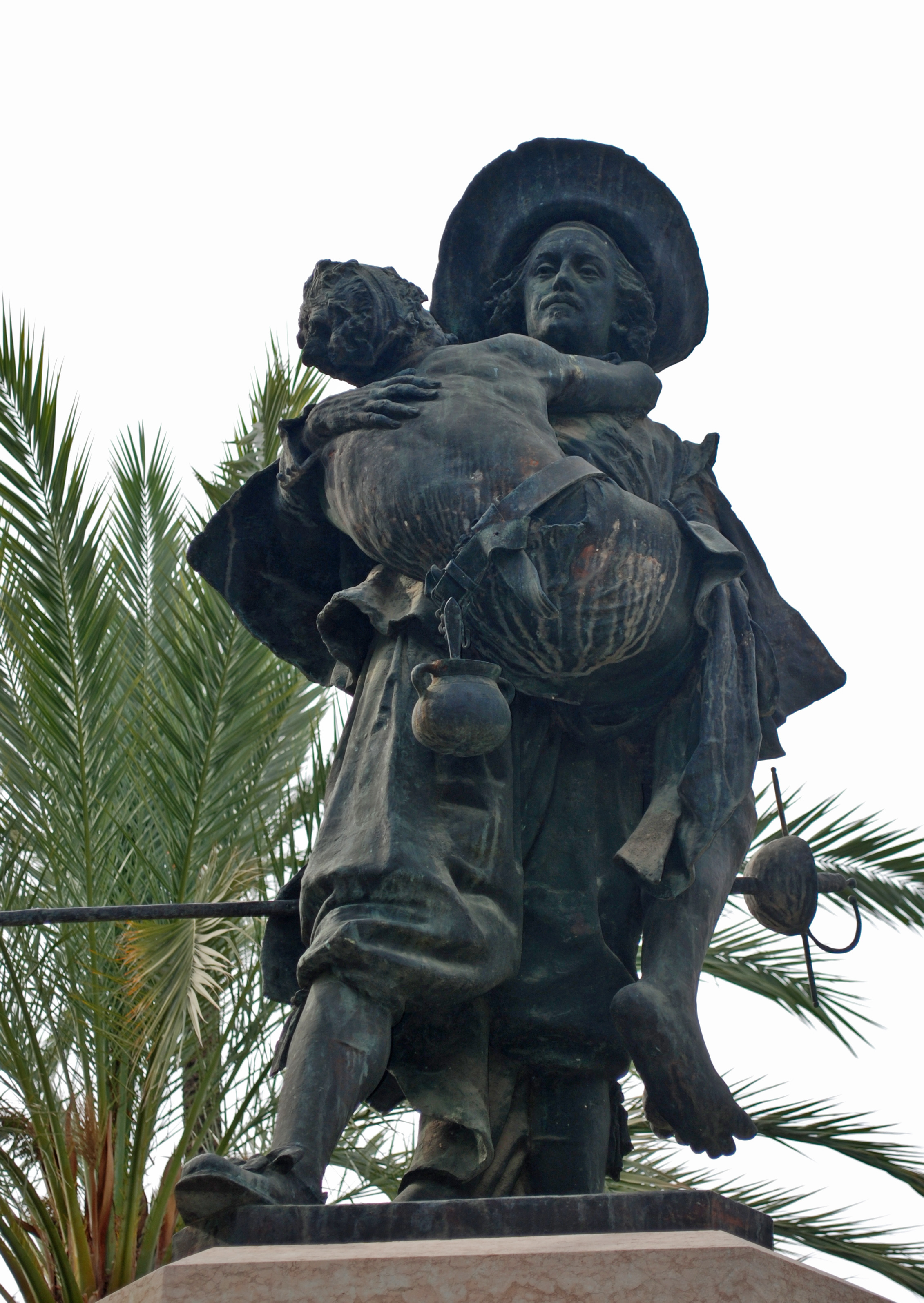
Statue de Miguel de Mañara, dans les jardins de l’Hôpital de la Charité de Séville

L’homme qui va donner sa grande impulsion à la confrérie, et en accroître considérablement le champ d’action est Miguel de Mañara. Descendant d’une riche famille corse établie à Séville, fait chevalier de l’Ordre de Calatrava à huit ans, il se distingue par sa piété et l’énergie qu’il met au service des œuvres caritatives. Son investissement dans la confrérie de la Charité permet non seulement d’accélérer et d’achever les travaux, mais également de multiplier les œuvres caritatives de la communauté.
Miguel de Mañara intègre la confrérie de la Sainte Charité en 1662, à la suite de sa rencontre, sur les berges du Guadalquivir, avec Diego de Mirafuentes, frère majeur, qui devient son mentor. Chargé dans un premier temps des enterrements et des aumônes, il réalise les terribles conditions de vie des mendiants sévillans. Cette confrontation avec la réalité de la mort l’amène à plaider pour l’élargissement des activités de la confrérie, lorsqu’il reçoit sa charge de frère en décembre 1662.
Il propose au chapitre de fonder un hôpital pour les pauvres. La proposition est bien accueillie mais se heurte aux ressources limitées de la confrérie. En février 1664, deux mois après son élection comme frère majeur, il parvient à faire accepter l’idée d’un hospice de nuit. Mañara loue une dépendance des anciens arsenaux royaux, où est installée une grande cheminée, ainsi que des lits. Y sont accueillis nuitamment quelques sans-logis, du 14 septembre au 23 avril. Cet hospice fonctionne jusqu’en 1672, date à laquelle est prise la décision de fonder un hôpital. Aux travaux de construction de l’église, commencés en 1645, s’ajoute donc l’édification des bâtiments de l’hospice.
L’hôpital accueille dès lors les malades les plus déshérités de Séville, vieillards ou souffrant d’affections incurables telles que la lèpre ou la tuberculose, et rejetés par les autres établissements hospitaliers. Ceux qui peuvent être guéris sont amenés en chaise à porteur dans les autres hôpitaux de la ville pour y être soignés.
Miguel de Mañara assume les fonctions de frère majeur de 1663 jusqu’à sa mort en 1679. Ayant renoncé à une partie de ses charges en 1666, il continue à veiller sur la confrérie et l’hôpital, qu’il contribue à financer sur sa propre fortune. Tenté à plusieurs reprises d’abandonner sa place de frère majeur, pour satisfaire son vœu d’humilité, il en est à chaque fois dissuadé par les membres de l’ordre.
Sous sa direction, les œuvres de la confrérie s’élargissent considérablement. À sa mort, en 1679, la confrérie ne se contente plus d’inhumer les pauvres et de transporter les malades dans les hôpitaux, elle les accueille et les soigne, subvient aux besoins des nécessiteux lors des crues du Guadalquivir, donne l’aumône aux couvents, aux hospices, aux enfants abandonnés, aux prisonniers, distribue pain, argent et vêtements aux plus démunis. Miguel de Mañara fait de la Charité l’institution de bienfaisance la plus importante de la Séville d’alors . L’implication de la confrérie devient si prégnante que son histoire et celle des plus déshérités des sévillans sont intimement liées. Par ailleurs, la règle, qu’il a réécrite, ainsi que son Discours de la Vérité servent de modèle à de nombreuses communautés qui surgissent à l’époque en Andalousie.

## Postérités
De nombreux écrivains se sont inspirés de sa vie : Prosper Mérimée (Les Âmes du Purgatoire, 1837), Alexandre Dumas (Don Juan de Marana ou la chute d'un ange, 1836), Théophile Gautier, Antoine de Latour, Maurice Barrès, Edmond Haraucourt, Guillaume Apollinaire, Manuel et Antonio Machado (Don Juan de Mañara, 1927), Arnold Bennett, etc.